# Stará Pasečnice
Stará Pasečnice je část obce Pasečnice v okrese Domažlice v Plzeňském kraji. Tvoří jižní a východní část Pasečnice. Je zde evidováno 66 adres. V roce 2011 zde trvale žilo 103 obyvatel.
Stará Pasečnice leží v katastrálním území Pasečnice o výměře 7,75 km².

## Historie
První písemná zmínka o vesnici pochází z roku 1393.

## Obyvatelstvo
| Rok            | 1869 | 1880 | 1890 | 1900 | 1910 | 1921 | 1930 | 1950 | 1961 | 1970 | 1980 | 1991 | 2001 | 2011 | 2021 |
| -------------- | ---- | ---- | ---- | ---- | ---- | ---- | ---- | ---- | ---- | ---- | ---- | ---- | ---- | ---- | ---- |
| Počet obyvatel | 440  | 372  | 373  | 369  | 331  | 327  | 310  | 154  | 150  | 133  | 113  | 114  | 113  | 103  | 122  |
| Počet domů     | 53   | 57   | 65   | 60   | 62   | 62   | 64   | 58   | 45   | 41   | 33   | 40   | 42   | 47   | 47   |

## Obecní správa
Při sčítání lidu v letech 1850–1879 Stará Pasečnice byla osadou obce Havlovice v okrese Domažlice. V letech 1880–1984 byla osadou obce Pasečnice v okrese Domažlice. Od 1. ledna 1985 do 23. listopadu 1990 byla částí obce Stráž v okrese Domažlice. Od 24. listopadu 1990 je opět částí obce Pasečnice v okrese Domažlice.

## Další fotografie

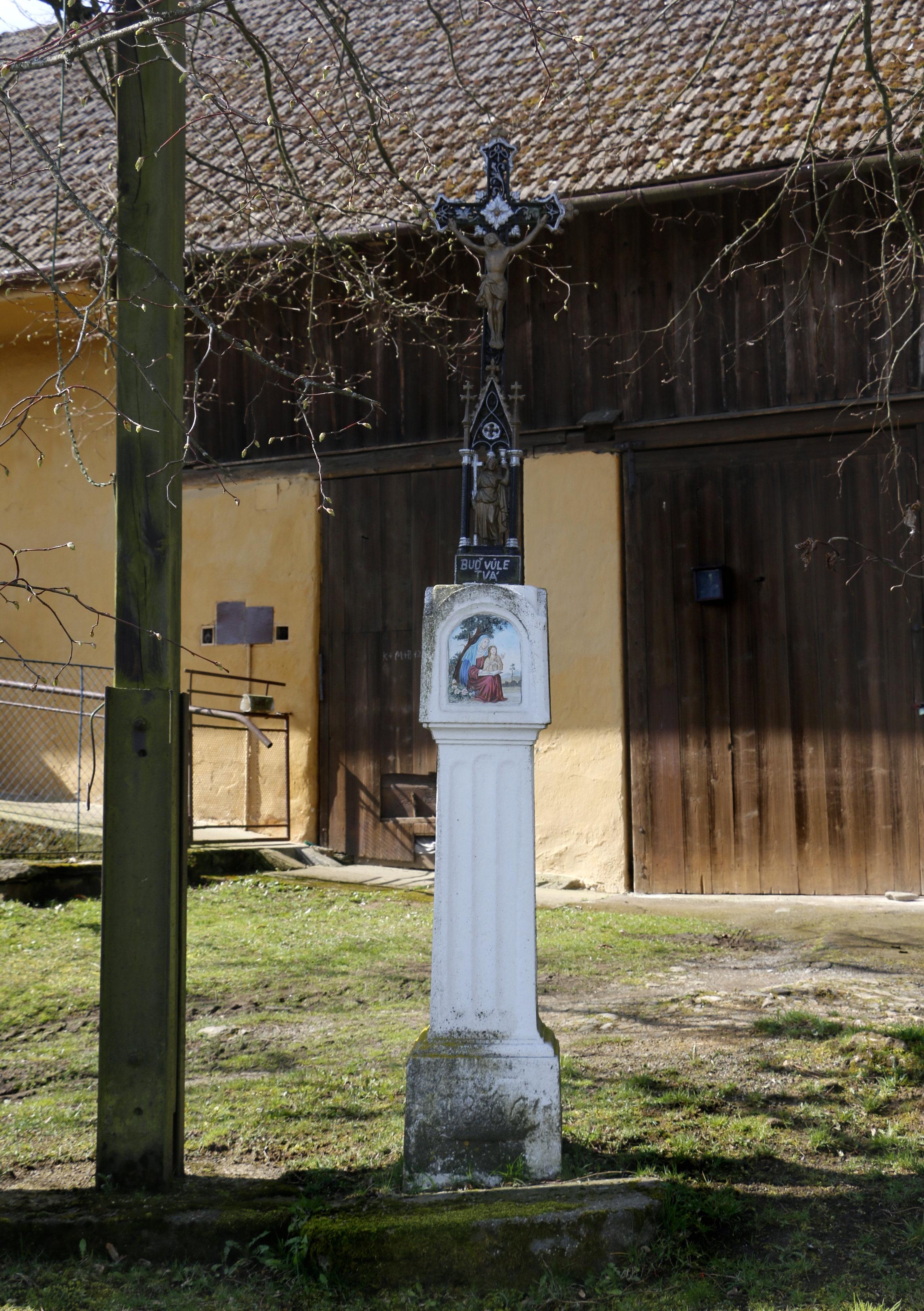
Křížek u lípy
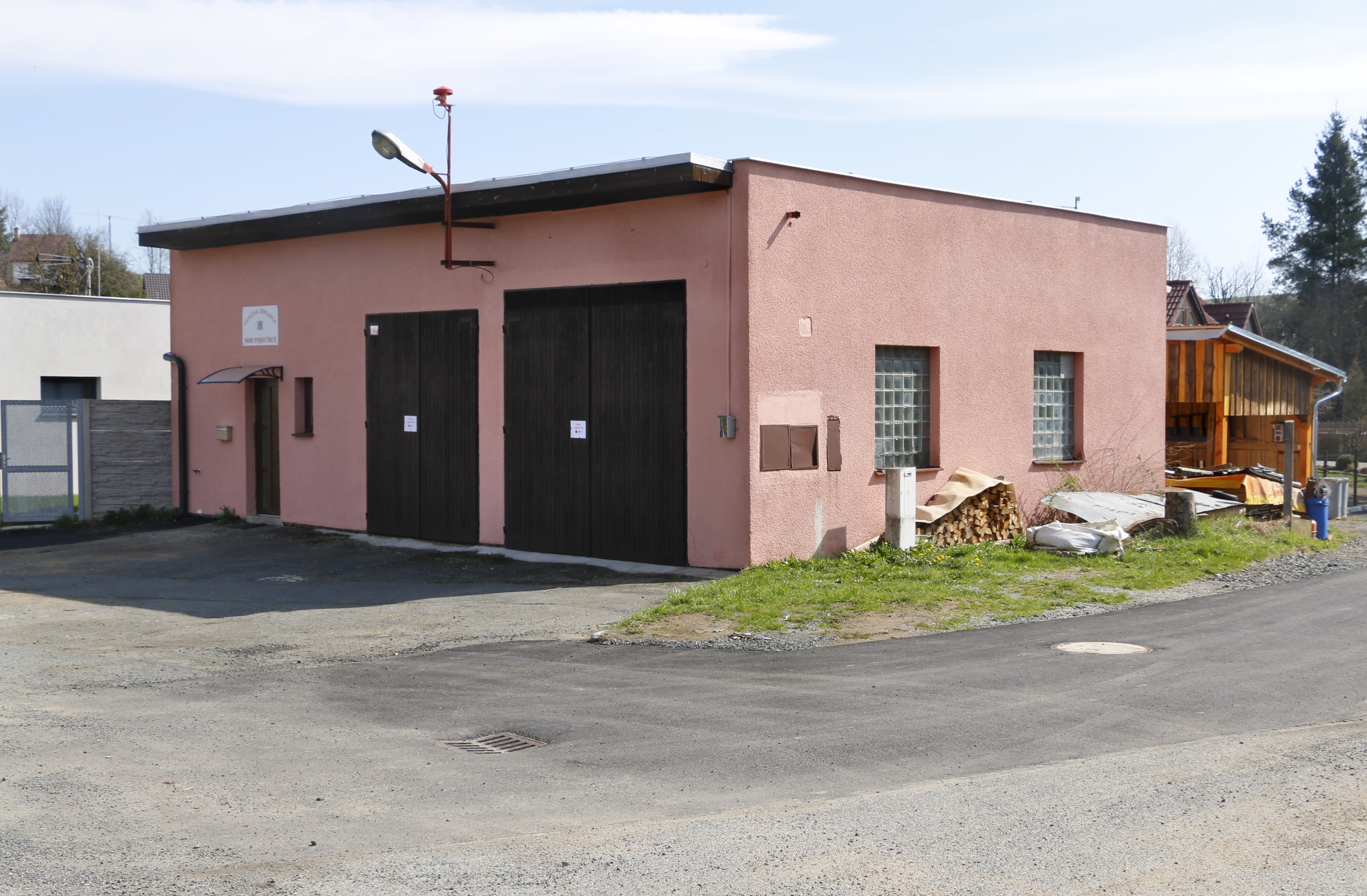
Hasičárna
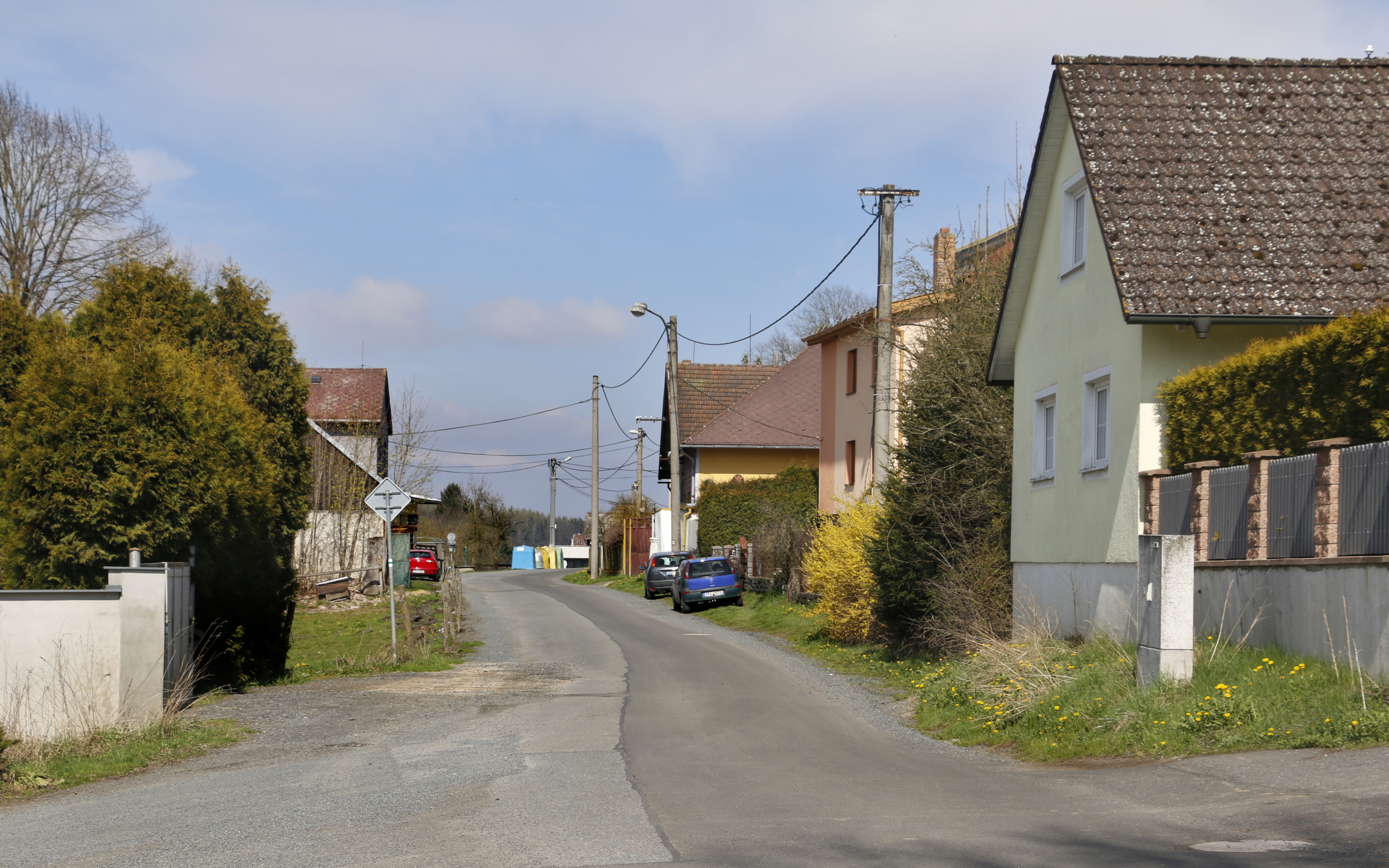
Silnice k Nové Pasečnici
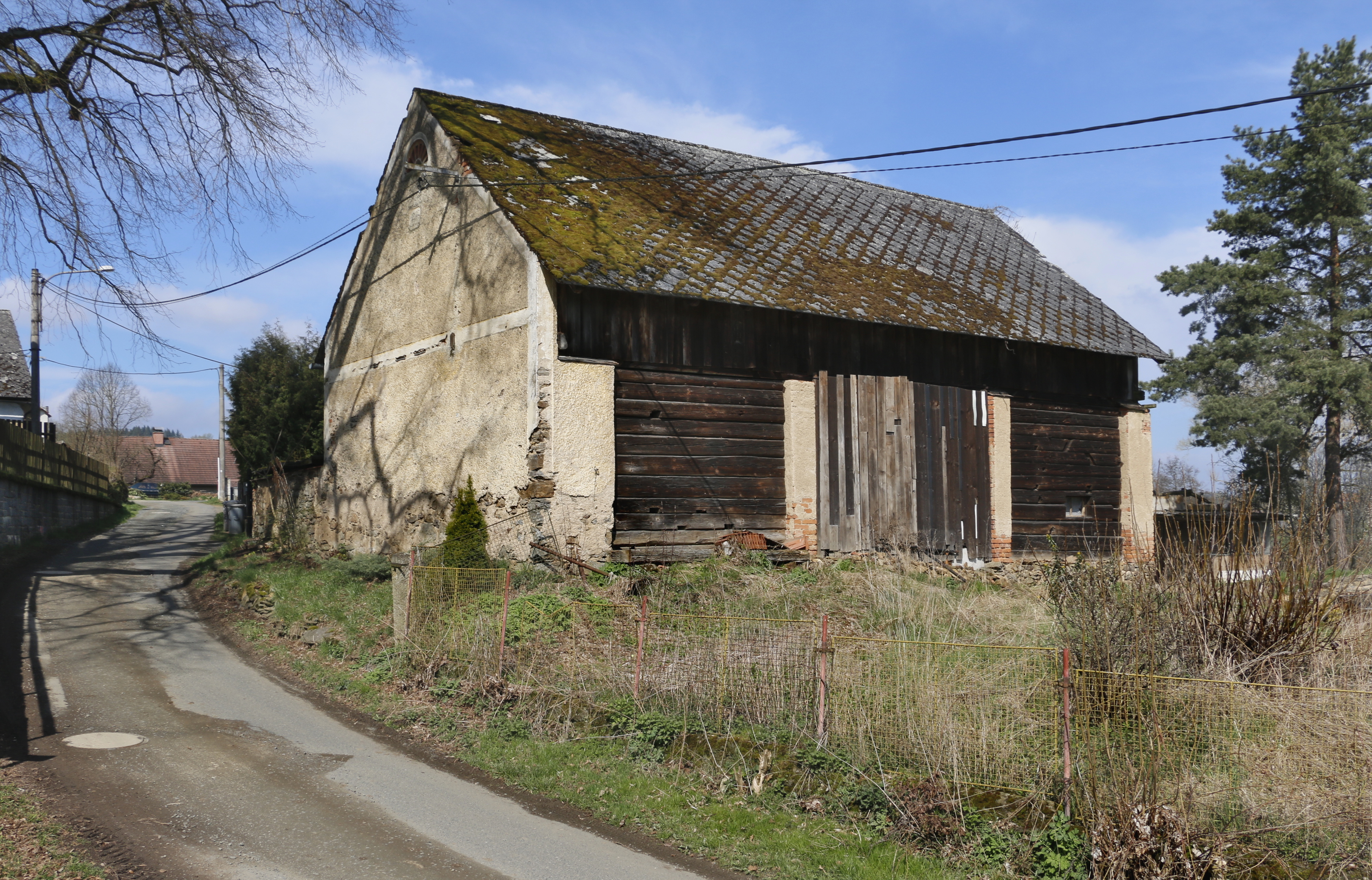
Stará stodola